# Laxå (Gemeinde)
Koordinaten: 58° 59′ N, 14° 37′ O

Laxå ist eine Gemeinde (schwedisch kommun) in der schwedischen Provinz Örebro län und den historischen Provinzen Närke und Västergötland. Der Hauptort der Gemeinde ist Laxå.

## Orte
Folgende Orte sind Ortschaften (tätorter):
- Finnerödja
- Hasselfors
- Laxå
- Röfors

## Partnerstädte
- Dänemark: Fuglebjerg
- Deutschland: Grevesmühlen

## Persönlichkeiten
- Karl-Gustaf Vingqvist (1883–1967), Turner